# تل قلعه کهنه
تل قلعه کهنه مربوط به دوران‌های تاریخی پس از اسلام است و در شهرستان اقلید، بخش حسن‌آباد، روستای میانرود واقع شده و این اثر در تاریخ ۱۲ بهمن ۱۳۸۱ با شمارهٔ ثبت ۷۳۲۹ به‌عنوان یکی از آثار ملی ایران به ثبت رسیده‌است.